# Robert Churchwell
Robert Churchwell (* 20. Februar 1972 in South Bend (Indiana)) ist ein ehemaliger US-amerikanischer Basketballspieler.

## Laufbahn
Churchwell spielte von 1990 bis 1994 für die Mannschaft der Georgetown University. In 128 Einsätzen erreichte er im Schnitt 9,8 Punkte und 5,2 Rebounds. Zu seinen Mannschaftskameraden bei Georgetown gehörten auch die späteren NBA-Spitzenkräfte Dikembe Mutombo und Alonzo Mourning.
Der 1,98 Meter große Flügelspieler begann seine Laufbahn als Berufsbasketballspieler im Spieljahr 1994/95 bei den Chicago Rockers in der Continental Basketball Association (CBA) unter Trainer John Treloar. Er blieb bis 1996 bei der Mannschaft aus dem Bundesstaat Illinois. Mitte März 1996 unterschrieb er einen Vertrag bei den Golden State Warriors in der NBA, bis zum Ende der Saison 1995/96 wurde er von den Kaliforniern in vier Spielen eingesetzt (1,5 Punkte/Partie). Churchwell ging in die CBA zurück, spielte 1996/97 bei den Florida Beachdogs und den La Crosse Bobcats.
Danach zog es Churchwell ins Ausland: 1997/98 war er Spieler der Manchester Giants in der British Basketball League (BBL), anschließend stand er bei den Aisin Sea Horses in Japan unter Vertrag. In der Saison 2001/02 war er zunächst kurzzeitig Spieler des französischen Erstligisten JL Bourg-en-Bresse (7 Spiele: 10,1 Punkte/Partie). Der deutsche Bundesligist EWE Baskets Oldenburg verpflichtete ihn Ende November 2001. Dort erhielt er zunächst einen Vertrag bis Jahresende 2001. Er blieb letztlich bis zum Saisonende 2001/02 bei den Niedersachsen, war mit 14,5 Punkten je Begegnung hinter Tyron McCoy zweitbester Oldenburger Korbschütze.